# 歯科放射線学
歯科放射線学（しかほうしゃせんがく、英語：dental radiology）は、歯学の一分野で、各種X線写真及びMR画像、核医学検査に関する研究、分析、診断を行うものである。放射線を用いた診断（撮影法）の研究が主であったが、口腔癌などへの放射線治療も歯科放射線学の大きな分野となってきている。

## 撮影法

### X線写真による撮影法
- 口内法X線撮影法
  - 二等分法
  - 平行法
  - 咬翼法
  - 咬合法
- 口外法X線撮影法
  - 断層方式パノラマX線撮影法
  - 後－前方向投影法
  - 側方向投影法
  - 軸方向投影法
  - X線断層撮影法
  - Waters投影法
  - Schuller撮影法
  - 眼窩－下顎枝方向投影法

### その他の撮影法
- コンピュータX線撮影
- CT
- MRI
- 血管造影検査
- 超音波検査
- 歯科用CT
- 顎関節造影検査

## 核医学検査
- ポジトロン断層法 (PET)
- シンチグラフィー

## 放射線を用いた治療
- 放射線療法